# Tempête Bruno (2017)
La tempête Bruno (alias Edilbert,,) est une dépression intense des latitudes moyennes qui a touché l'Espagne et la France entre le 27 et le 28 décembre 2017.

## Évolution météorologique
Bruno est issu d'une forte dépression qui est passée sur la côte est du Canada et se trouvait au large de Terre-Neuve le 25 décembre. Le lendemain, elle se trouvait au sud-ouest de l'Irlande et se dirigeait vers la côte française. 
Bruno est passé sur la France le 27 décembre, entraînant une masse d'air très instable sur la façade Atlantique la nuit du 26 au 27 décembre et favorisant le déclenchement d'orages. La Gironde fut le département le plus touché par ces orages qui ont aussi affecté les départements voisins des Landes, des Pyrénées-Atlantiques, de la Charente-Maritime et de la Vendée. Durant la journée du 27 décembre, l'axe de vents violents et les orages se sont déplacés vers l'est en Occitanie.
Le 28 décembre, la carte météorologique montrait que Bruno (alias Edilbert) s'était rendu dans les pays scandinaves et qu'une reformation nommée Felix s'était produite dans le golfe de Gênes dans l'air instable passant sur la Méditerranée.

## Préparatifs
En France, la tempête Bruno a engendré une vigilance orange vent-violent pour la Corse-du-Sud et les départements pyrénéens.
En Espagne, onze provinces furent placées en état d’alerte, selon les services météorologiques, dans le nord (Galice, Pays basque, Asturies) et dans l’est du pays.

## Impact

### Espagne
Deux personnes sont mortes en Espagne après le passage de la tempête Bruno. Il s'agit d'un homme tombé du balcon de son domicile de Segur de Calafell en Catalogne à cause de la force du vent et d'un autre homme de 47 ans qui s'est noyé dans la forte houle alors qu’il faisait de la planche à voile aux îles Baléares.
Le service des urgences de Catalogne a reçu plus de mille appels d'urgence, principalement dans les provinces côtières de Barcelone et de Tarragone où les vents atteignent jusqu’à 120 km/h et des vagues de dix mètres furent enregistrés. Les vents violents ont soufflé du mobilier urbain, des panneaux de circulation, des décorations de Noël et de branches d’arbres.

### France
Les rafales de vent ont été notables dans le Pays basque et le Golfe du Lion, où les 140 km/h qui ont été atteints ou dépassés plusieurs fois. Les rafales les plus importantes en plaine furent rapportés à Messanges à 138 km/h. Il est aussi rapporté 128 km/h au Cap Ferret et 126 km/h à la Pointe de Socoa sur la côte atlantique, ainsi que jusqu'à 105 km/h à Tarbes dans les Pyrénées et 154 km/h au cap Béar le long de la côte Vermeille,.Les grandes villes furent également touchées, comme 108 km/h à Biarritz.
Cette tempête a également produit un blizzard particulièrement violent sur les Alpes, et le Jura. 25 000 foyers ont été privés d’électricité lors du passage de la tempête. Trois blessés légers ont été rapportés en France : à Lormont, en banlieue de Bordeaux, une femme de 19 ans a été blessée par la chute d'un arbre sur son véhicule et dans les Pyrénées-Atlantiques, deux hommes furent également blessés par des chutes de branches et d'arbres.